# Аль-Ахрам
«Аль-Ахра́м» (араб. الأهرام‎, дословный перевод: «Пирамиды») — крупнейшая египетская газета. Была основана в 1875 году выходцами из Ливана Бешарой и Салимом Текла и первоначально была еженедельной газетой, издававшейся в Александрии. Через два месяца «Аль-Ахрам» стала ежедневной, а в ноябре 1899 её редакция переехала в Каир. Главными редакторами газеты были Мохамед Хасанейн Хаейкаль (1957—1974), Али Амин (1974—1976), Ибрагим Нафие (1978—2006), Осама Сарайя, Абдель Насер Салама и Алаа Табет (с 2017). В разное время с ней сотрудничали выдающиеся египетские писатели, в частности нобелевский лауреат Нагиб Махфуз. «Аль-Ахрам» имеет также версии на английском («Al-Ahram Weekly») и французском («Al-Ahram Hebdo») языках.